# هیو
هیو، روستایی است از توابع بخش مرکزی شهرستان ساوجبلاغ در استان البرز ایران.
نزدیک‌ترین شهرستان به آن از استان قزوین شهر آبیک و از استان البرز شهرهای هشتگرد و نظرآباد است.

## جمعیت
این روستا براساس سرشماری مرکز آمار ایران در سال ۱۳۸۵، جمعیت آن ۱۴۳۵۲ نفر (۳۹۹۲ خانوار) بوده‌است .
هیو که قدمت ۲۰۰۰ ساله دارد در مجاورت کوه‌های البرز قرار دارد و به علت نزدیکی به مراکز رفت‌وآمد بیش از روستاهای مجاور رشد کرده‌است. ودارای مناظر زیبا در دامنه کوه‌های البرز می‌باشد.
در گذشته نه چندان دور در این روستا اکثریت مردم به کار معدن مشغول بودند خاصه محصولات معدنی آن زغال سنگ است. با تأسیس و راه اندازی کارخانه‌های سیمان آبیک و فخر ایران و… در چهار دهه پیش در اطراف هیو بیشتر اهالی یا شاغل در این کارخانجات شدند یا به اصناف وابسته به آن روی آوردند.
هیو بسیار خوش آب و هوا بوده و در تابستان هم نیازی به کولر احساس نمی‌شود و حتی در شب‌ها باید در مقابل سرما خود را پوشاند.
در ارتفاعات شمالی هیو منطقه‌ای به نام سیراب وجود دارد که با جای دادن یک امامزاده در خود و دارا بودن درختان گردو و چشمه‌های خاص به یک منطقه تفریحی و زیارتی برای مردم منطقه تبدیل شده‌است. همچنین در ارتفاعات این روستا شرایط مناسبی برای زنبورداری فراهم است.
هیو در گذشته‌ای نه چندان دور دارای مناطقی جنگلی به همراه یک رودخانه بوده‌است که اکنون تنها رودخانه آن به جا مانده‌است. همچنین گرگ که یکی از حیوانات این منطقه بود اکنون در این محل در معرض نابودی است و مورد حمایت سازمان حمایت از محیط زیست قرار گرفته‌است.
گفته می‌شود در گذشته خانی به نام جمشید خان بر هیو و اطراف آن حکم می‌رانده‌است که قلعه‌ای نیز از وی بر جا مانده‌است.
در اطراف این منطقه حفاریهای غیرقانونی نیز به منظور یافتن آثار باستانی انجام شده‌است.
در میان خانه‌های هیو باغچه‌های بزرگ و درختان میوه قرار گرفته.

## پیشینه تاریخی
روستای هیو از جمله مناطق قدیمی و باستانی شهرستان ساوجبلاغ است که بر اساس یافته‌های باستانشناختی منطقه از جمله گورستانها و نمونه سفالهای یافت شده قدمت آن را به دوره تاریخی اثر آهن ۳ با پیشینه‌ای بالای ۲۰۰۰ سال می‌رساند. از نامهای قدیمی و باستانی قابل استناد این منطقه می‌توان به هوریاوین (سرزمین مردمان آریایی، «آریاوین») و هیوین نام برد که امروزه با گذر زمان، با نام هیو شناخته می‌شود. اطلاق وجه تسمیه روستا با لفظ «هوریاً (انسان پاک و آریایی نشان) به جای لفظ» آریا " توسط مردمان این خطه نشان از اصالت ریشه دار آریایی مردمان باستان هیو دارد.

### آثار باستانی
از جمله آثار باستانی هیو، قلعه گبران می‌باشد که در قسمت غربی روستا (شمال مخابرات) واقع شده‌است. پیشینه ساخت اولیه این قلعه که امروزه درصد بالایی از آن تخریب شده‌است، مشخص نیست ولی می‌توان گفت در دوران سلجوقیان این قلعه از قلایع در دست تصرف اسماعیلیان وابسته به حسن صباح بوده‌است که احتمالاً با قلعه‌های اطراف بخصوص ارزنگ قلعه فشندو بزقلعه (شاه طهماسب) که مشرف به دشت جارو در منطقه اشتهارد است رابطه داشته‌است. ساخت معماری بیرونی آن از سنگ و ملات ودیوار اتاقها از خشت و آجر ساخته شده‌است. دو حفره در داخل تپه اصلی کنده شده و مربوط به بنای اصلی می‌باشد که احتمالاً آب انبار یا راه مخفی بوده‌است. این قلعه از قسمت شرقی و جنوبی با دیوارهای سنگی و از قسمت غرب به پرتگاه و از سمت شمال به دروازه ورودی منتهی می‌شود. سفالینه‌هایی با لعاب فیروزه‌ای، لاجوردی و قهوه‌ای و بدون لعاب، نخودی و… که ادوار تاریخی از دوران تاریخی و بعد اسلام را شامل می‌شود را می‌توان به صورت پراکنده در اطراف تپه مشاهده کرد.